# Traffic Lights Junction
Traffic Lights Junction (deutsch Ampel-Kreuzung), oft nur Traffic Light, ist eine Straßenkreuzung in der Stadt Serekunda im westafrikanischen Staat Gambia.
An diesem Verkehrsknotenpunkt treffen zwei wichtige Hauptstraßen zusammen, die stark befahrene Kairaba Avenue und der Bertil Harding Highway. Die Kairaba Avenue beginnt im Küstenort Fajara, dem westlichen Ortsteil von Bakau; in südöstlicher Richtung führt sie ins Zentrum von Serekunda. Der Bertil Harding Highway führt in südwestlicher Richtung die Küste entlang.
Benannt ist die Kreuzung nach der ersten Ampel-Anlage in Gambia, die hier 2000 installiert wurde. Das Projekt wurde mit 30.000 US-Dollar von der Shell Marketing Gambia Limited finanziert; eine Shell-Tankstelle befindet sich an der Kreuzung. Mittlerweile gibt es zahlreiche Kreuzungen im Land, die mit Ampeln ausgerüstet sind.